# Pepe Carvalho
Pepe Carvalho és un personatge fictici, protagonista de la sèrie de novel·les policíaques en castellà Carvalho, de l'escriptor català Manuel Vázquez Montalbán. Es tracta d'un investigador privat d'origen gallec que viu a Barcelona.

## El personatge
La primera aparició del personatge es produí a la novel·la Yo maté a Kennedy, però el Pepe Carvalho més conegut se'ns revela, de fet, a partir de la segona entrega de la sèrie, Tatuaje, que més tard seria portada al cinema pel director Bigas Luna.
Carvalho és un atípic investigador privat de personalitat rica, complexa i contradictòria, les aventures del qual serviren a l'autor per retratar, i sovint criticar, la situació política i cultural de la canviant societat espanyola de la segona meitat del segle xx. Per exemple, el procés autodestructiu del Partit Comunista en els primers temps de la transició es descriu a Asesinato en el Comité Central, la caiguda del "felipismo" en els anys noranta és l'ambientació de la novel·la El premio, o el discutit procés de transformació de Barcelona amb motiu dels Jocs Olímpics de 1992 està present a Sabotaje Olímpico.
Carvalho és, de jove, els anys cinquanta, militant del Partit Comunista d'Espanya i, de fet, el seu activisme contra el règim franquista el du a la presó. Després, desenganyat sentimentalment i ideològica, cada cop més desencantat i sempre contradictori, acaba exercint durant quatre anys d'agent de la CIA.
Home de cultura ben àmplia, un altre tret de la seva personalitat que resulta xocant és la cínica afecció que té a condemnar a la foguera els llibres de la seva ben nodrida biblioteca (això des dels primers anys setanta).
D'origen gallec, Barcelona és la seva ciutat i, tot i que és un gran viatger i que molts dels seus casos tenen lloc en altres ciutats o països, la notorietat del personatge ha donat a la capital catalana aquell aire de ciutat literària mítica que tant aprecia ell mateix en altres, como el Singapur de William Somerset Maugham, per exemple.
La passió gastronòmica de Carvalho i del seu ajudant "Biscuter" és la del seu creador, Vázquez Montalbán, motiu pel qual en les novel·les de Carvalho sempre s'hi troben apassionades descripcions culinàries dels plats més diversos. De fet, Carvalho protagonitza fins i tot diversos llibres de receptes de cuina.
Altres personatges fixos de la sèrie Carvalho, a part d'en "Biscuter" (Josep Plegamans Betriu), són el confident "Bromuro" (Francisco Melgar), el gestor i company de tertúlies Enric Fuster, i la prostituta Charo (Rosario García López), que és l'amiga i amant del detectiu.
Pel fet que Vázquez Montalbán no va afluixar mai la seva activitat creativa, la saga té el seu punt final amb la publicació pòstuma de Milenio Carvalho, on el protagonista, acompanyat del seu inseparable "Biscuter", s'autoimposa una última aventura en forma de volta al món que acaba convertint-se en una mirada amarga i melancòlica sobre la situació sociopolítica mundial i el pas del temps.

## La sèrie Carvalho
| - Yo Maté a Kennedy (1972) - Tatuaje (1974) - La soledad del manager (1977) - Los mares del sur (1979) - Asesinato en el Comité Central (1981) - Los pájaros de Bangkok (1983) - La Rosa de Alejandría (1984) - Historias de fantasmas (1986) | - Historias de padres e hijos (1986) - Tres historias de amor (1987) - Historias de política y ficción (1987) - Asesinato en Prado del Rey y otras historias sórdidas(1987) - El balneario (1986) - El delantero centro fué asesinado al atardecer (1988) - Las recetas de Carvalho (1989) - El laberinto griego (1990) | - Sabotaje olímpico (1992) - El hermano pequeño (1994) - Roldán, ni vivo ni muerto (1994) - El premio (1996) - Quinteto de Buenos Aires (1997) - El hombre de mi vida (2000) - Milenio Carvalho. I Rumbo a Kabul (2004) - Milenio Carvalho. II En las antípodas (2004) |

## Les novel·les portades al cinema i la televisió
Diverses novel·les i relats protagonitzats per Carvalho ha estat adaptats per a la televisió, sense massa èxit de crítica ni de públic. Primer hi hagué una sèrie de TVE protagonitzada per Eusebio Poncela els anys vuitanta, després una altra, de producció hispano-argentina amb Juan Diego en el paper de Carvalho, que es cancel·là després del primer episodi, i, finalment, dues sèries més, ambdues protagonitzades per Juanjo Puigcorbé i amb guió de Pedro Molina Temboury, una italo-espanyola de sis episodis i l'altra de només quatre coproduïda per les televisions catalana, gallega i francesa.
Pel que fa al cinema, s'han fet quatre pel·lícules basades en la sèrie Carvalho: 
- Tatuaje (1976), de Bigas Luna, protagonitzada per Carlos Ballesteros. Estrenada el 1979.
- Asesinato en el Comité Central (1983), de Vicente Aranda, amb Patxi Andión en el paper de Carvalho.
- El laberinto griego (1990), de Rafael Alcázar, protagonitzada per Omero Antonutti, que interpreta un personatge que és sense cap dubte Pepe Carvalho, però que queda ocult curiosament darrere el nom de Bardón.
- Los mares del Sur (1991), de Manuel Esteban, amb Juan Luis Galiardo en el paper de Carvalho.

A més, el 1985 es realitzà la pel·lícula Olímpicament mort per al mercat televisiu, on Constantino Romero interpreta l'investigador i el mateix Manuel Vázquez Montalbán hi fa de narrador. La pel·lícula fou dirigida per Manuel Esteban i interpretada pel cineasta Pere Portabella i per l'escriptor de novel·la negra Andreu Martín. Es va emetre a TV3 el 15 d'octubre de 1986.